# Un mari à la porte
Personnages
- Florestan Ducroquet, compositeur
- Suzanne Martel
- Rosita
- Henri Martel, huissier

Un mari à la porte (aussi Le mari à la porte) est une opérette en un acte de 1859 de Jacques Offenbach, sur un livret d’Alfred Delacour et Léon Morand.

## Historique
Un mari à la porte a été créé le 22 juin 1859 aux Bouffes-Parisiens, salle Lacaze. Cette œuvre reste longtemps au répertoire des Bouffes Parisiens et demeure populaire jusqu'à la fin du XIXe siècle à Paris, Vienne ou Budapest. Elle n'est jouée pour la première fois en Angleterre qu'en février 1950 au Fortune Theatre de Londres.
Elle est fameuse pour la lamentation comique de Florestan et surtout pour sa valse tyrolienne.

## Contexte
Un mari à la porte est pour Offenbach l’occasion de retourner au genre sans façon de ses premiers ouvrages, dans le genre de Croquefer, Tromb-al-ca-zar et Ba-ta-clan.

## Argument
Poursuivi par les huissiers, Florestan Ducroquet, jeune compositeur d'opérettes, s’est enfui de chez lui. Il a été obligé d’escalader les toits, puis de se réfugier dans une cheminée. De là, il tombe dans la chambre de Suzanne Martel au moment où celle-ci y pénètre, suivie de près par son amie Rosita. Suzanne vient d’avoir, le soir même de ses noces, sa première dispute conjugale, et Rosita tente de la convaincre de retourner au bal. Lorsque le mari vient aux nouvelles, le premier mouvement de la jeune mariée est, pour sauver son honneur, de fermer la porte au nez de son mari, qui fait alors le siège de la porte. Lorsqu’il finit enfin par triompher de la serrure, il trouve tout en ordre : Rosita prend à son compte tout le scandale de la situation en acceptant d’épouser Florestan, qui s’est souvenu tout à coup qu’une vieille tante avait promis de payer ses dettes s’il se mariait.

## Distribution de la création
| Rôle                | Type de voix  | Création, 22 juin 1859 (Chef d'orchestre : Jacques Offenbach) |
| ------------------- | ------------- | ------------------------------------------------------------- |
| Florestan Ducroquet | ténor         | Paul Geoffroy                                                 |
| Suzanne             | mezzo-soprano | Coralie Geoffroy                                              |
| Rosita              | soprano       | Lise Tautin                                                   |
| Henri Martel        | baryton       | Guyot                                                         |

## Airs musicaux
- Ouverture
- Introduction valse
- Duo « Ah ! Ah ! Ah ! quelle mine piteuse ! » (Rosita, Suzanne)
- Valse tyrolienne « J’entends ma belle » (Rosita)
- Trio « Juste ciel ! que vois-je ? » (Suzanne, Rosita, Florestan)
- Quatuor et Couplets « Il se moque de toi » (Rosita, Suzanne, Florestan, Martel)
- Lamentations de Florestan « Pour votre honneur, oui je m’immole » (Florestan)
- Couplet au public « Ce soir ici, à son mari » (Rosita, Suzanne, Florestan, Martel)

## Citations et emprunts
Les librettistes font référence à Antony de Alexandre Dumas, créé en 1831, quand ils font dire à Florestan : « La situation d’Antony au cinquième acte, quand le colonel d’Hervey surprend sa femme. »